# Jacques Lestrille
Jacques Lestrille est un artiste peintre et lithographe français né à Ault (Somme) le 26 août 1904 et mort à Clichy (Hauts-de-Seine) le 4 juin 1985.

## Biographie

### Un père maire à Ault

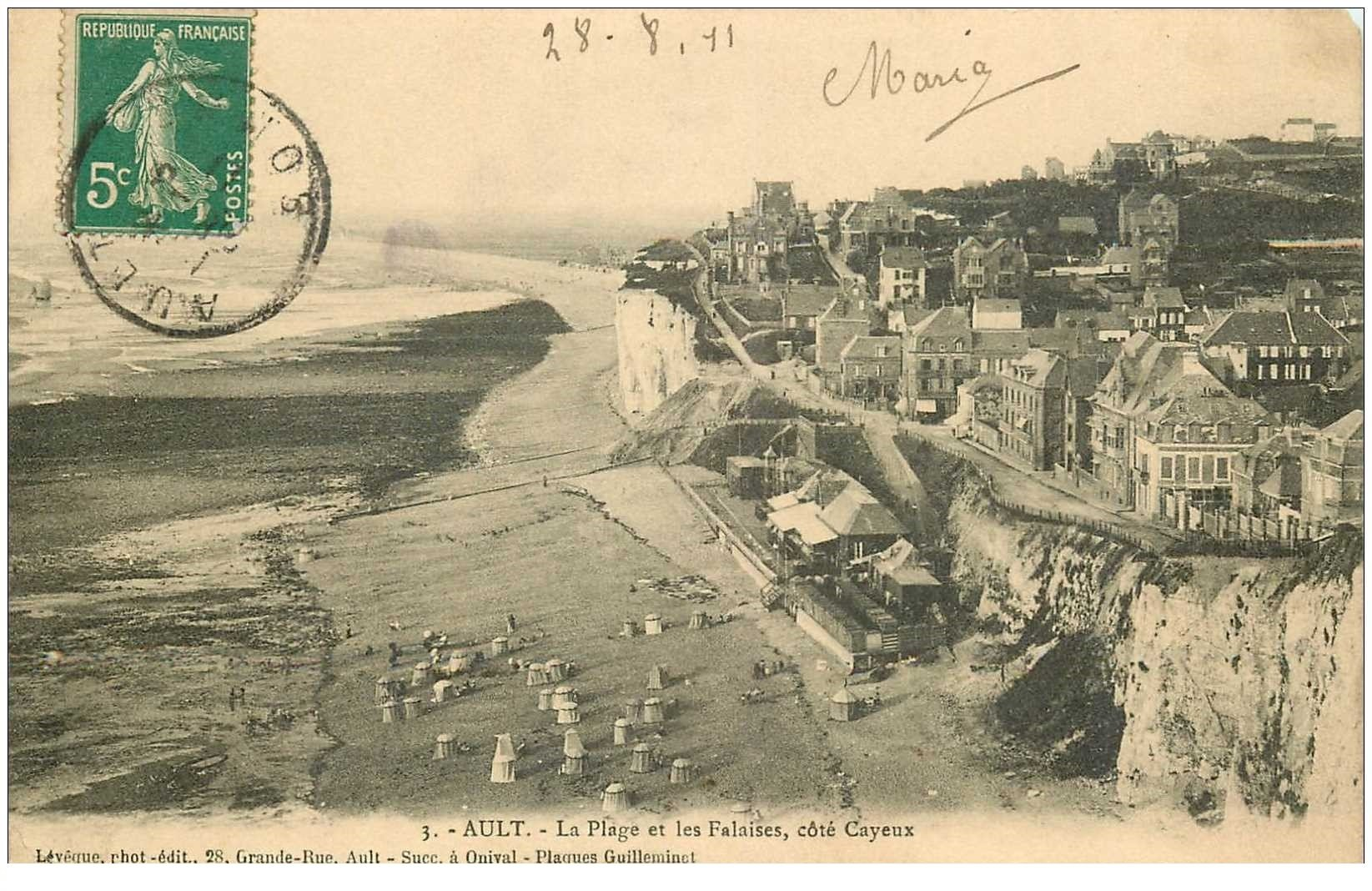
Ault au début du XXe siècle.

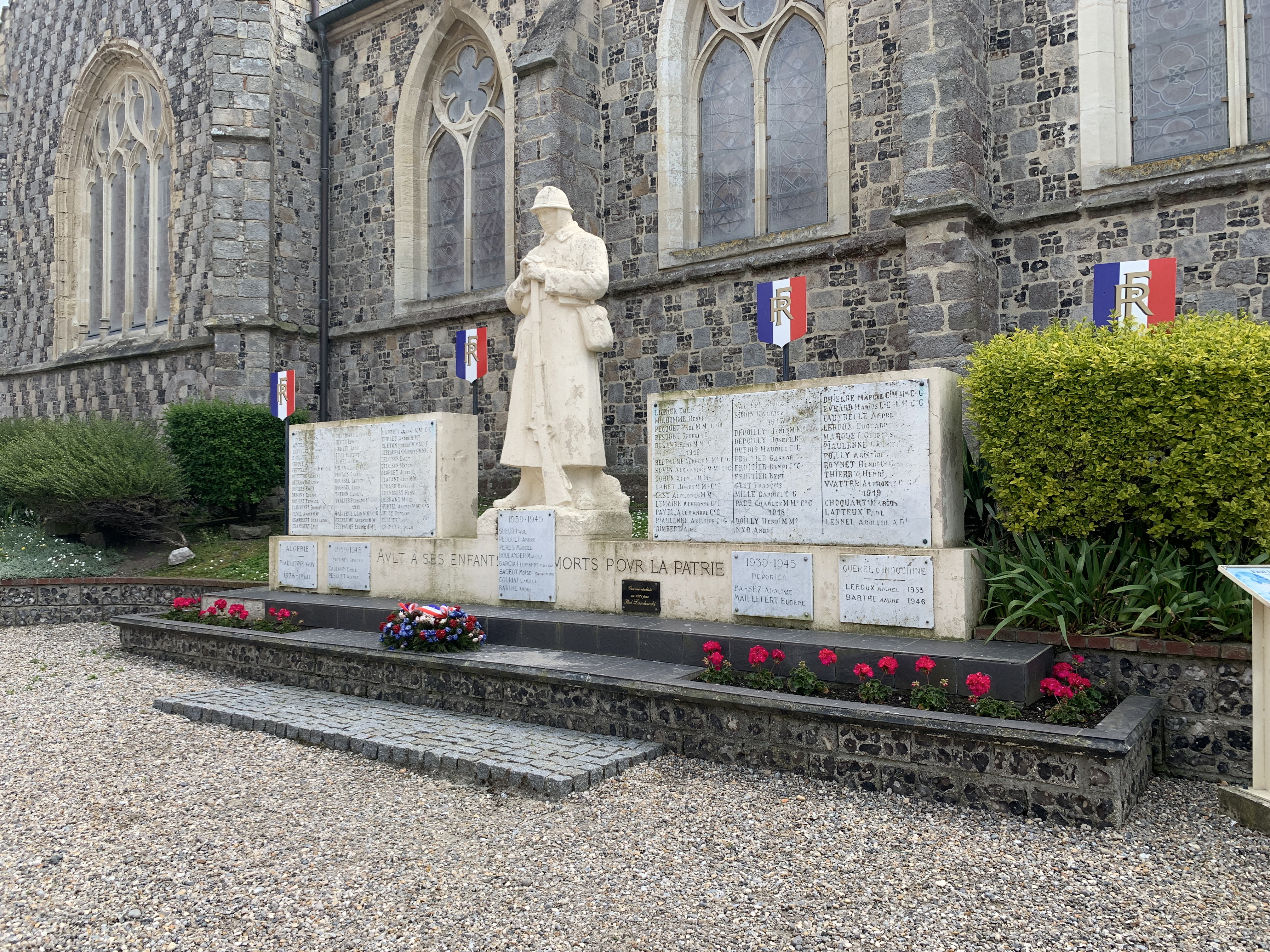
Ault, le monument aux morts

Jacques Lestrille naît à Ault (Somme) au cœur de l'été 1904, « par hasard » écrit Raymond Cogniat, parce que ses parents - un père, Henri Louis Charles Lestrille (1864-?), architecte formé aux Beaux-Arts de Paris par Honoré Daumet et Pierre Esquié, et une mère, née Lucile Justine Verangat (1869-1922), « très musicienne » - s'y trouvent alors en vacances.
La consultation des registres d'état civil invite à relativiser nettement le « hasard » ainsi énoncé quant à la naissance aultoise de l'artiste : Henri Louis Charles Lestrille, bien qu'exerçant sa profession d'architecte au 5, rue Eugène-Delacroix à Paris, y est bien dit propriétaire domicilié à Ault dont il sera même le maire de 1920 à 1922 : c'est ainsi lui qui, en novembre 1920, confiera à Paul Landowski la commande du monument aux morts d'Ault qu'il inaugurera onze mois plus tard ; dans son journal, en date du 23 janvier 1921, le sculpteur évoque sa visite en son atelier de Boulogne-Billancourt pour la remise des noms des soldats à graver sur les stèles

### Un peintre du 16earrondissement de Paris

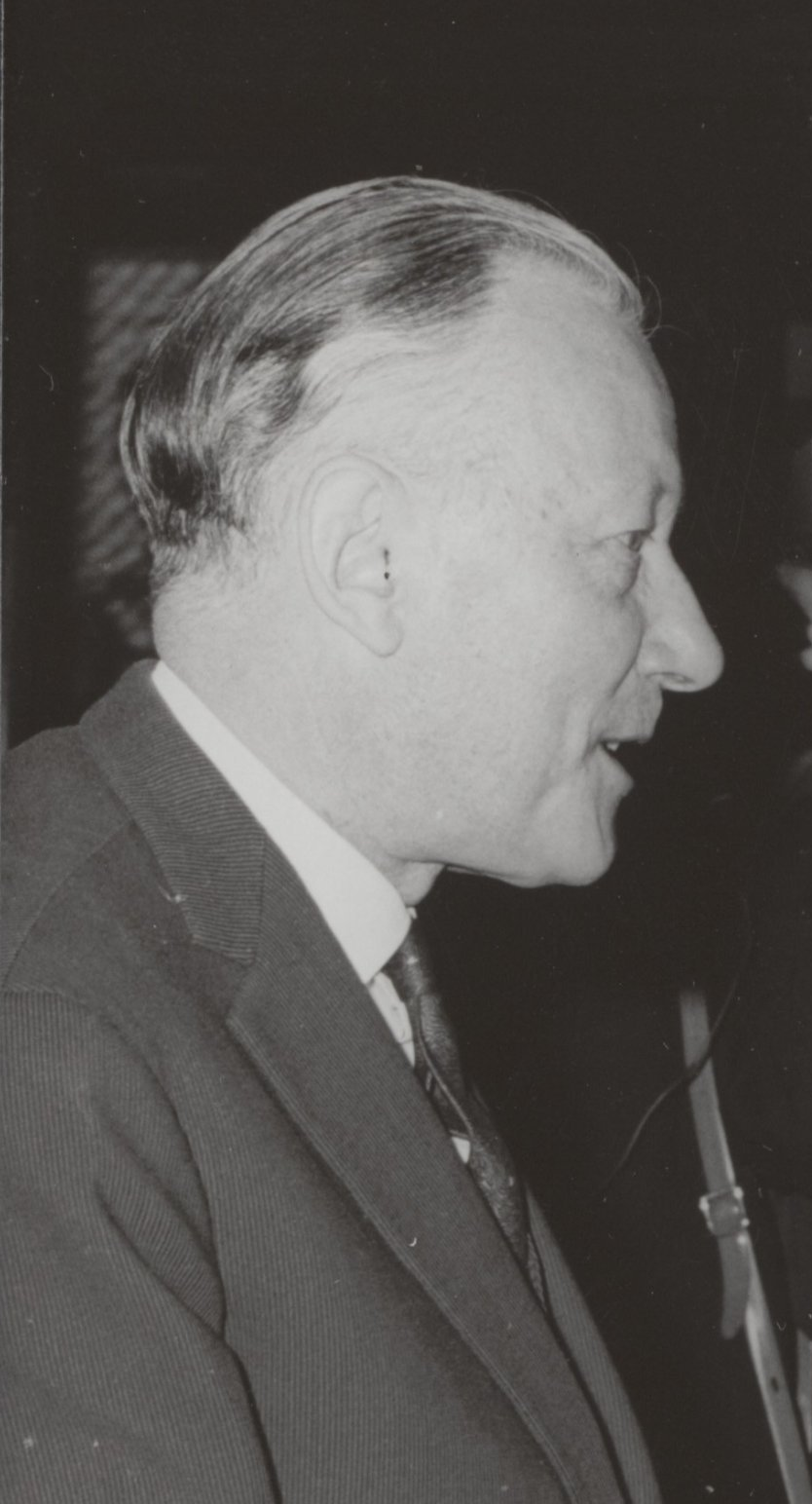
René Huyghe

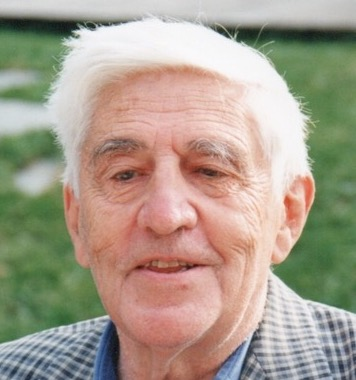
Bernard Dorival

Postimpressionniste « dans la foulée de Pierre Bonnard et Édouard Vuillard », alors encore installé dans l'appartement parental du 6, boulevard Flandrin dans le 16e arrondissement de Paris, Jacques Lestrille reçoit les conseils de Maurice Brianchon et Jean Aujame. Les historiens de l'art René Huyghe et Bernard Dorival vont ainsi pleinement s'accorder à le situer, en même temps que les deux précités mais aussi que Balthus, Yves Brayer, Christian Caillard, Jules Cavaillès, Roger Chapelain-Midy, François Desnoyer, Jacques Despierre, Raymond Legueult, Roger Limouse, Marguerite Louppe, Roland Oudot, Jean Pougny, Émile Sabouraud, Kostia Terechkovitch et Charles Walch, dans cette « génération de 1930 », constituée de peintres tous nés autour de 1900, « la plupart d'entre eux servant un idéal figuratif et puisant dans le domaine traditionnel leurs sujets, faits pour séduire et non pour surprendre ». Pour Bernard Dorival, cette nouvelle génération à laquelle appartient donc Jacques Lestrille prend de la sorte la relève des « néo-réalistes qui firent florès de 1920 à 1930 » (tels Maurice Asselin, André Dunoyer de Segonzac ou Henry de Waroquier) et propose, dans le même esprit qu'eux, « un juste milieu » entre la peinture officielle du Salon des artistes français et celle, jugée trop difficile par son irréalisme, des Fauves et des Cubistes.

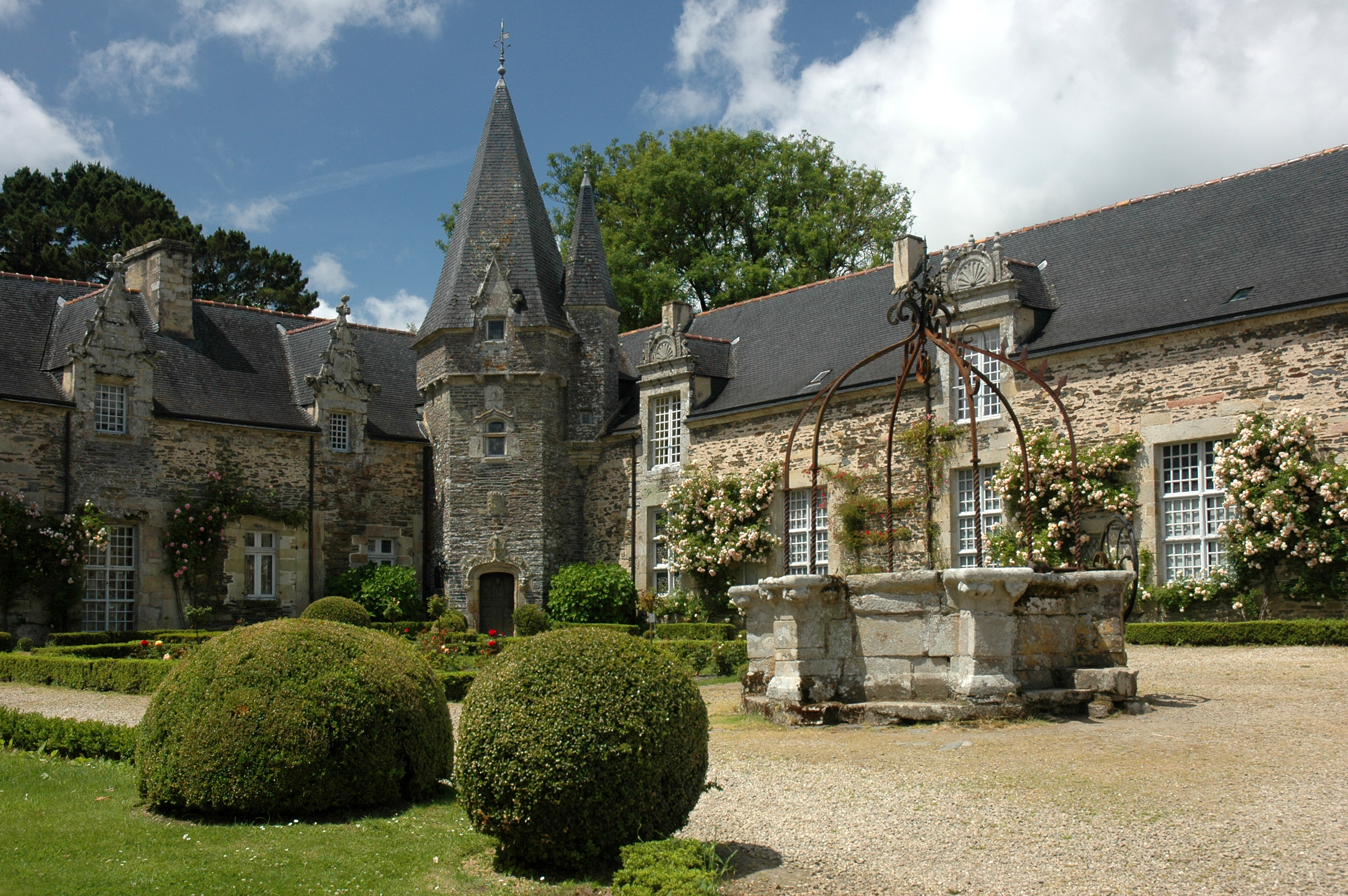
Château de Rochefort-en-Terre.

Ce sont les premiers travaux connus de Jacques Lestrille, situés dans le Morbihan, que semble évoquer Daniel Le Meste lorsqu'il restitue que le jeune artiste (il n'a alors pas encore vingt ans) travaille en 1923 à Rochefort-en-Terre et au Faouët, présentant ainsi dès 1924 des vues des deux localités au Salon des indépendants, puis au Salon d'Automne. Jacques Lestrille reviendra du reste régulièrement à Rochefort-en-Terre pendant une grande partie de sa vie, s'y liant d'amitié avec le peintre américain Alfred Partridge Klots (1875-1939) qui y fit l'acquisition du château en 1907 et faisant des paysages côtiers du Morbihan un thème très récurrent dans son œuvre.
C'est un autre de ses thèmes, celui des Fleurs, que révèle en 1925 sa participation au Salon des indépendants, où il reviendra ensuite avec des sujets festifs comme Jour de fête en 1930, Le banquet en 1931 ou L'arbre de Noël en 1932. Puis, au Salon des Tuileries de 1932, il présente un Nu que le critique d'art Michel Florisoone remarquera comme « fin et harmonieux ».
Jacques Lestrille quitte le boulevard Flandrin pour s'installer au 30, rue de Passy, également dans le 16e arrondissement, en 1933.
Les expositions qui, en avril 1933 puis en janvier 1934 à la Galerie Simonson, réunissent cinq jeunes artistes que Germain Bazin dit « liés par un commun sentiment de retour à l'objet » en un groupe baptisé N.G.S. (Nouvelle Galerie Simonson), se composent de Jacques Lestrille, Roger Chapelain-Midy, Adrien Holy, André Planson, et Maurice Georges Poncelet. « Chez Simonson, le groupe de la N.G.S. s'est classé comme une des meilleures équipes de la jeune génération. Tous les cinq manifestent une sympathique volonté de ne pas se contenter d'esquisses heureuses, mais de préciser, de composer, de peindre avec solidité, éclat, juste mesure, des tableaux achevés… Lestrille, dans un style plus graphique, compose avec une naturelle élégance » s'enchante dès la première exposition Maximilien Gauthier pour réévoquer lors de la seconde exposition cette « intéressante équipe dont il m'est déjà arrivé de dire les mérites, le sérieux, l'amour du beau métier, et qui continue fermement ». René Huyghe pour sa part définit dans le même temps la singularité des cinq artistes par « la pratique d'un art moins précieux, mais plus volontaire. Le souci des vérités essentielles de l'art, d'un métier solide et sûr aboutit chez eux à un art plus positif, moins proche de la rêverie ».

### Commandes officielles

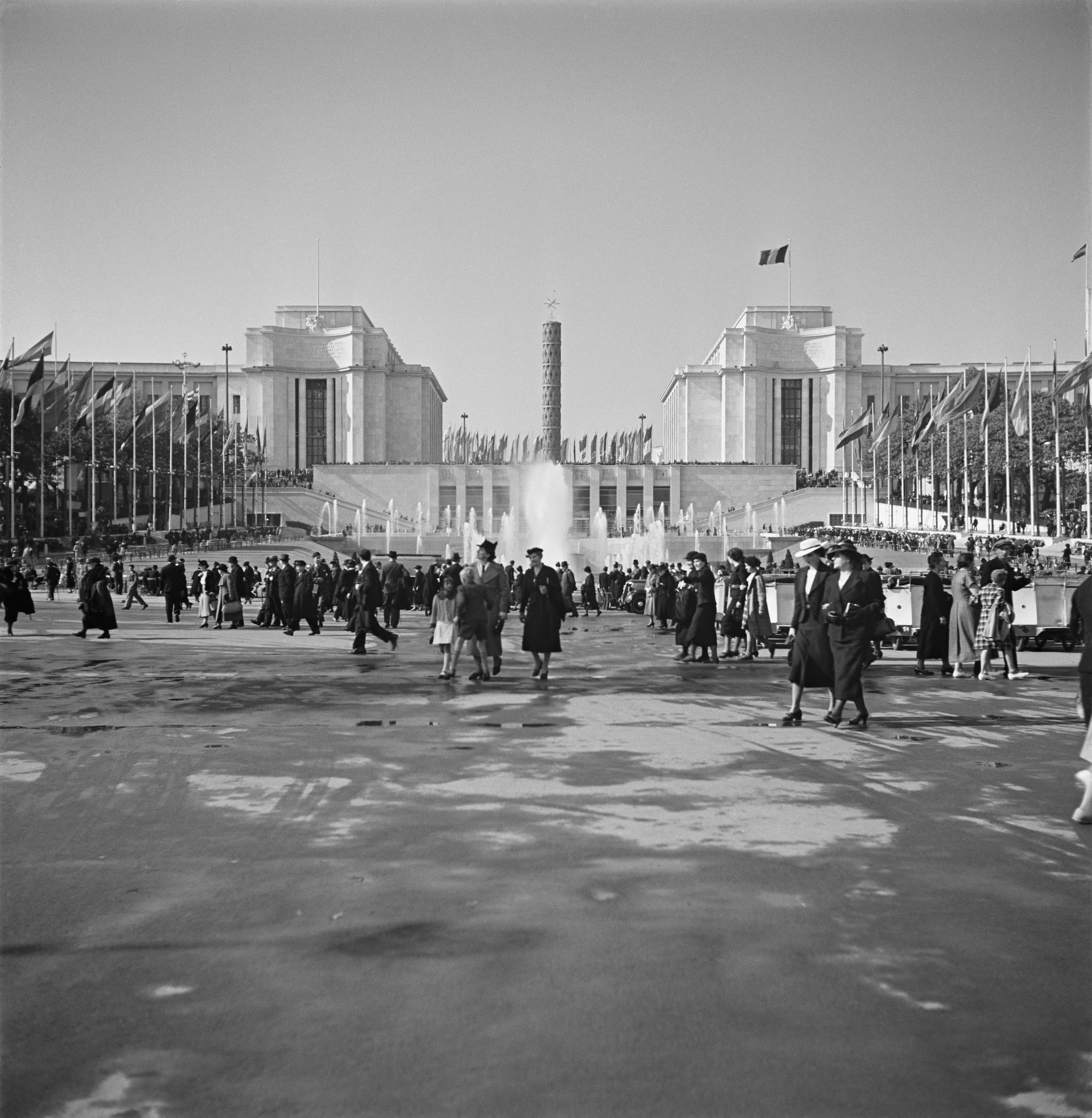
Exposition universelle de 1937, Paris

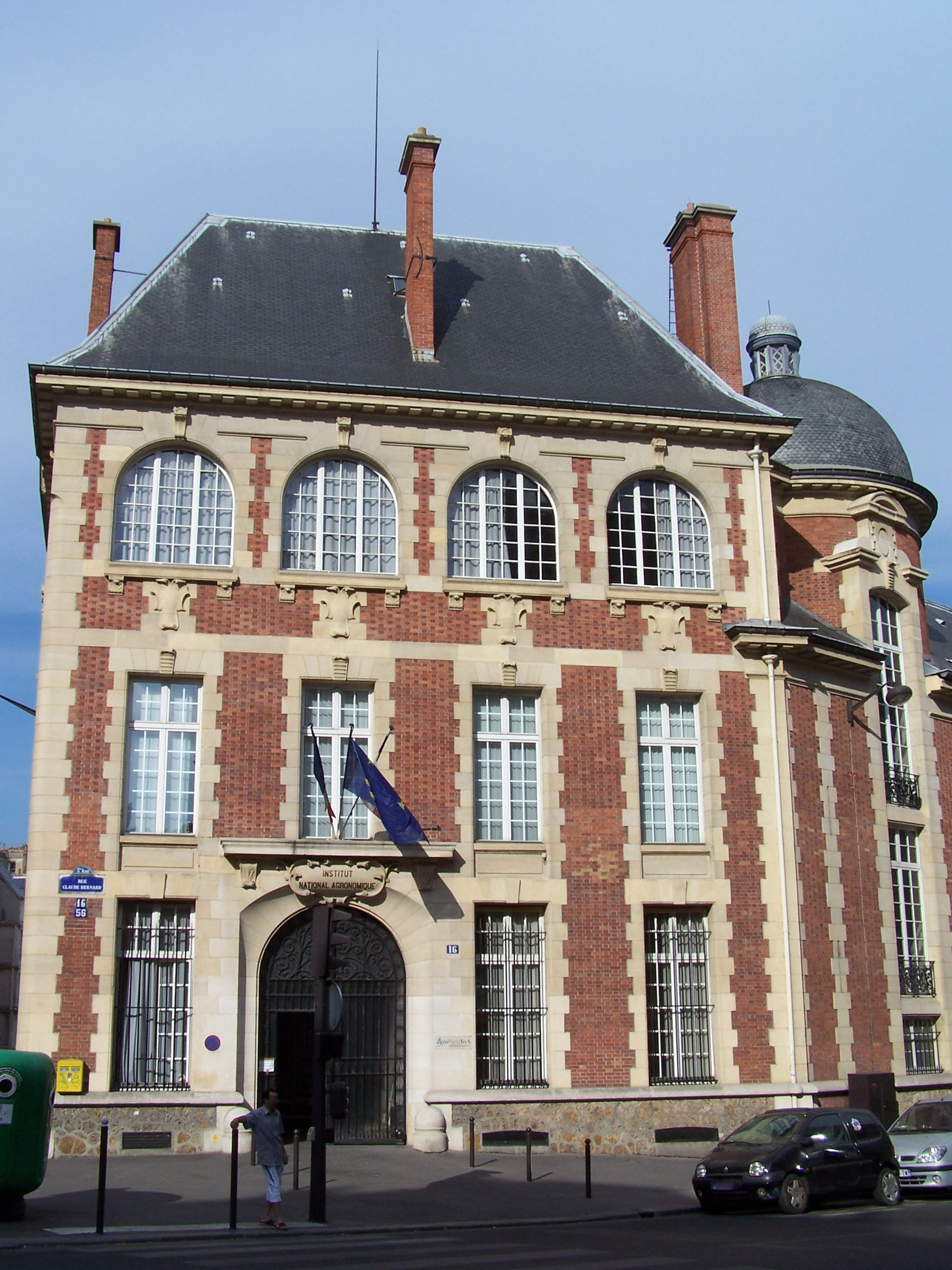
Institut national agronomique, Paris

En 1937, Jacques Lestrille, qui est gratifié d'une commande de l'État pour l'Exposition universelle, est également appelé à brosser les grandes peintures murales de l'amphithéâtre Tisserand de l'Institut national agronomique, rue Claude-Bernard à Paris, où l'exécution de celles de l'amphithéâtre Risler est confiée à André Planson,. Michel Florisoone situera de la sorte Jacques Lestrille et André Planson, avec Maurice Georges Poncelet (qui œuvre alors à trois grandes créations pour le palais de la Découverte), Jean Aujame (qui intervient au lycée de jeunes filles - aujourd'hui lycée Antoine-Watteau - de Valenciennes), Charles Dufresne (qui terminera juste avant sa mort en 1938 les peintures murales de l'amphithéâtre de la Faculté de pharmacie de Paris), et Francis Gruber, parmi les peintres qui, par leur confrontation aux problèmes de la décoration murale contemporaine, se doivent de « retrouver les règles nécessaires de la composition », voire même les renouveler, et il écrira ainsi : « Lestrille et Planson, pour l'Institut agronomique, ont cherché, semble-t-il,  moins à décorer le mur qu'à l'habiller à la façon d'une tapisserie qui meuble un fond, s'y superpose, mais ne veut pas faire corps avec lui. C'est une "parure cossue", sans éclat inutile, mais riche. Dans le cadre etroit, tout s'entasse, un peu mêlé, mais selon de grandes lignes bien lisibles qui conduisent du fond de la vie campagnarde, par les arbres et les plantes, à la vie libre de l'air ». En 2022, le déplacement de l'institut (rebaptisé entretemps AgroParisTech) de Paris à Saclay entraînera le transfert des fresques dans les réserves du Fonds national d'art contemporain.

### Les arts décoratifs et la lithographie
Une certaine proximité entre la peinture de Jacques Lestrille et la composition de la tapisserie est déjà remarquée dès 1937 par le critique d'art Raymond Lécuyer : « Lestrille fait de la tapisserie » observe ce dernier lors de sa visite du Salon d'Automne. L'intérêt de l'artiste pour la tapisserie se vérifie de fait dans les collections du Mobilier national où est toujours conservé un important carton, La Nature, qu'il peint en 1941, qui ne sera cependant jamais tissé. Une courte collaboration (décors de vases) à la Manufacture nationale de Sèvres est centrée sur l'année 1950 : deux dessins gouachés portant témoignage de cette relation sont conservés par l'établissement. Dans les années qui suivent, il se réinvestit concrètement dans la conception de cartons de tapisseries pour la manufacture des Gobelins et le Mobilier national,,.
La datation des lithographies de Jacques Lestrille conservées en musées (le musée d'Art moderne et contemporain de Saint-Étienne Métropole et surtout le Beffroi Musée Boucher-de-Perthes - Manessier d'Abbeville où se trouve la plus importante collection recensée) semble relier l'approche de l'estampe par l'artiste aux années 1950-1954,.
Jacques Lestrille épouse Pauline Mintzker (1925-1993) le 27 février 1950 à Paris. De cette union naîtra un fils, Marc-Henri Lestrille (1952-2004).
Outre sa fidélité au Morbihan, sa peinture va alors également énoncer des villégiatures allant de la Côte d'Azur (Vue sur le Cap Martin, 1953) à la Normandie (Les planches à Deauville, vers 1963), mais aussi, à travers la vie parisienne, la persistance de son attachement, déjà remarqué dans les années 1930, aux sujets festifs (Kermesse aux étoiles dans le jardin des Tuileries, printemps 1955 ; Nuit de la Saint-Sylvestre place Blanche en 1963). En 1964, soit en sa soixantième année, un hommage lui est rendu par une exposition personnelle en la Galerie André Weil à Paris.

### Mort et postérité
Se faisant discret au soir de sa vie, Jacques Lestrille meurt le 4 juin 1985 et est inhumé au cimetière de Passy, dans la 10e division.
Il demeure parmi les quelques noms dont se souvient Pierre Cabanne à propos de cette « génération de 1930 » qui, ennemie des excès d'alors, assuma cette difficulté existentielle de « porter le poids d'être née d'une lassitude », que citent également René Huyghe et Jean Rudel lorsqu'ils évoquent ces mêmes artistes qui « parurent d'abord les continuateurs des peintres nabis, dont l'idéal redonnait à l'homme une valeur permanente, à côté de celle de la nature, parvenant à fixer la réalité à travers les jeux de la lumière, devenue aussi image de la spiritualité, soulignant l'action, creusant des perspectives, animant les visages et révélant l'âme. Quelques peintres reprirent à leur compte ces points de vue, au cours d'une expérience qui, entre les deux guerres, n'avait pas son orthodoxie, tels Raymond Legueult, Maurice Brianchon, Jules Cavaillès, Roger Limouse et Jacques Lestrille qui ajoutent à la vision de Pierre Bonnard une exquisité nouvelle. Ce sont des maîtres sans doctrine qui, contrairement à la majorité des peintres contemporains peignant à partir d'idées, d’a priori, œuvrent en regardant – comme les impressionnistes ».

## Expositions

### Expositions personnelles

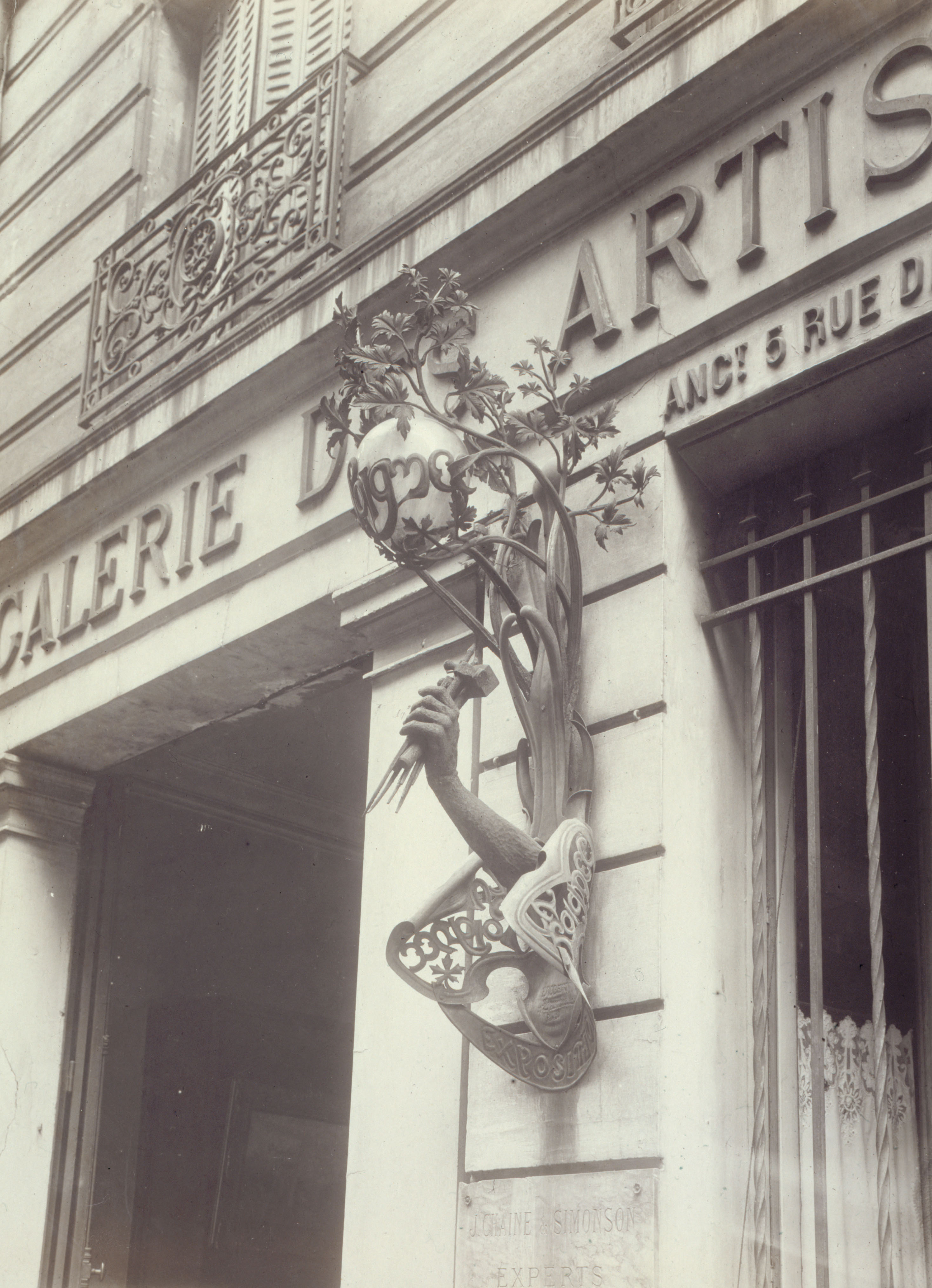
Galerie Simonson, Paris, 1930, 1931, 1932, 1933, 1934

- Galerie Simonson (Galerie des artistes modernes), 19, rue de Caumartin, Paris, mars 1930 (Fleurs et Vues de Bretagne)[39] , mars 1932[40].
- Galeries J. Allard, 20, rue des Capucines, Paris, janvier-février 1936[41].
- Galerie Berri-Raspail, 99, boulevard Raspail, Paris, février 1943[42].
- Galerie Marcel Guiot, 7, rue La Boétie, Paris, avril 1947[43].
- Galerie André Weil, 26, avenue Matignon, Paris, juin 1964[1].

### Expositions collectives

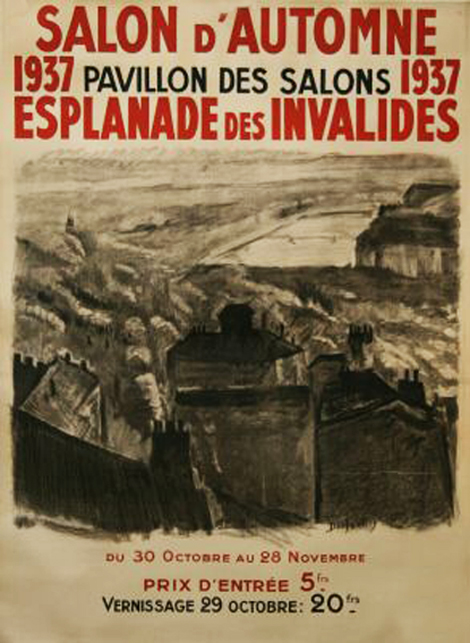
Affiche du Salon d'Automne, 1937.

- Salon des indépendants, Grand Palais, Paris, 1923[44], février-mars 1924[8],[11], mars-mai 1925[12], janvier-février 1929[45], janvier-mars 1930[13], janvier-mars 1931[14], janvier-février 1932[15], janvier 1933[46], février-mars 1934[17].
- Salon d'Automne, Paris, 1924, sociétaire en 1935[47], octobre-novembre 1936[48], octobre-novembre 1937[26],[49], novembre-décembre 1938[50], 1942, septembre-novembre 1949[51].
- Groupe des Onze - Jeanne Bergson, Georges-Paul Darrasse, Pierre Guastalla, Jean Hanau, René Jourdain, Léon Lang, Jacques Lestrille, René Quillivic, Arthur Schachenmann, Louise Vitry (peintures), Adrienne Le Vasseur (Sculptures), Galerie Armand Drouant, 35, rue de Seine, Paris, février 1926[52], février 1928[53].
- Léon Lang, Jacques Lestrille, Georges-Paul Darasse, Galerie Simonson, Paris, mai-juin 1930[54].
- Jacques Salomon, Willem van Hasselt, Pierre-Eugène Clairin, Jacques Lestrille, Jacques Leudet, Galerie Simonson, Paris, février 1931[55].
- Salon des Tuileries, Paris, 1932[16], 1959.
- Exposition de la N.G.S., groupe de cinq jeunes peintres : Roger Chapelain-Midy, Adrien Holy, Jacques Lestrille, André Planson, Maurice Georges Poncelet, Galerie Simonson, Paris, avril 1933[18], janvier 1934[56],[57].
- IIIe Exposition des Rosati de France - Edmond Aman-Jean, André Derain, Paul-Élie Gernez, Marcel Gromaire, Henri Le Sidaner, Jacques Lestrille, Henri Matisse, Pauline Peugniez, Paul-Émile Pissarro, Maurice Savreux (peintures), Marguerite de Bayser-Gratry (sculptures), Galerie Durand-Ruel, Paris, mars 1936[58].
- Œuvres récentes : Gérard Cochet, Othon Coubine, Henriette Deloras, Robert Lotiron, Jacques Lestrille, Hélène Marre, Georges Hanna Sabbagh, Galerie Druet, Paris, novembre 1936.
- Exposition universelle de 1937, Paris[1].
- Exposition française du Caire, palais de Ghezireh, Le Caire, février 1938.
- Œivres récentes - Pierre Berjole, Paul Charlemagne, Jacques Lestrille, Takanori Oguiss, Georges Pacouil, Galerie J. Allard, 20, rue des Capucines, Paris, juin 1938[59].
- Artistes français contemporains - Peinture, sculpture, illustration du livre, palais de la Virreina, Barcelone et Musée national d'art moderne, Madrid, 1945[60].
- Exposition d'art français, Salon des beaux-arts Leonard Bäcksbacka, 28, Unioninkatu, Helsinki, 1946[61].
- Peintres français d'aujourd'hui, Foire de Turin, septembre 1946 - janvier 1947[62],[63].
- Du côté d'Auteuil - Paysages : Yves Brayer, Maurice Brianchon, Marcelle Brunswig, Pierre Guastalla, Jean-Francis Laglenne, Jacques Lestrille, Albert Marquet, André Planson, Maurice Utrillo, Galerie Le Point du Jour, 129bis, boulevard Murat, Paris, décembre 1951 - janvier 1952[64].
- Autour du centenaire de la mort de Louis Braquaval - Le paysage, Musée Boucher-de-Perthes, Abbeville, 2019.
- Participations non datées et imprécisément situées : Biennale de Venise ; expositions organisées par les Relations culturelles au Brésil, en Espagne, en Grèce, en Hongrie, au Japon, en Scandinavie, en Turquie[1].

## Réception critique
- « Une toile de Jacques Lestrille représente deux enfants perdus dans un champ de fleurs : êtres, animaux, nature, tout se place pour ce peintre au même plan, un plan confus, mêlé en apparence, le premier plan. Une fraternité unit toute la création, et son coloris, où la dominante est le brun, en lie toutes les parties dans une couleur de terre. Mais rien dans Lestrille n'est vulgaire ni grossier, son dessin révèle au contraire une élégance native, une distinction originelle ; elle se combine avec un sérieux, une gravité qui cache mal une inquiétude distante, un souci profond, tenace des problèmes vitaux. En cela, Lestrille, héritier assombri de Pierre Bonnard, se distingue de quelques uns de ses camarades avec qui il faisait équipe et qui montrent une puissante joie présente de vivre, tandis que lui semble plutôt méditer sur la présence emprisonnante de la vie. Sa façon de traiter un tableau dans l'esprit d'une fresque - et sa manière concourt à cette impression - confirme les désirs et les recherches de Lestrille. » - Michel Florisoone[41]
- « Lestrille, s'il garde l'essentiel d'une impression reçue dans la nature, se livre, dans l'atelier, à un véritable travail de "distillation". Il pose un premier jus sur la toile, et peu à peu transforme le tableau jusqu'au moment où le rythme cherché est obtenu. Voici un jeune qui, pour une fois, n'a reçu de leçon d'aucun de ses grands prédécesseurs,. Dans cette peinture à la fois légèrement traitée et subtile, nous ne trouvons aucune réminiscence d'André Derain, de Pablo Picasso ou d'Henri Matisse. Son royaume est peut-être encore un peu limité, mais les moyens dont il dispose font prévoir qu'il atteindra toute sa maîtrise quand, dans des panneaux comparables à ses fresques pour l'Institut national agronomique, il s'attaquera en grand au problème des vibrations colorées. » - René Barotte[42]
- « Type idéal de l'artiste sincère et discret, Jacques Lestrille n'offre pas à ses biographes les beaux thèmes romanesques des peintres maudits si en faveur dans l'histoire de l'art moderne. Il ne se distingue ni par ses vices, ni par ses scandales, ni même par une vocation contrariée, car non seulement il n'a trouvé autour de lui aucune hostilité contre son désir d'être artiste, aucune réticence, mais au contraire un milieu favorable à ses aspirations et à sa vocation. Il appartient à une famille de bonne bourgeoise cultivée et raffinée, ayant le respect des arts… Il s'inscrit donc dans cette génération venue un peu trop tard pour participer aux grands mouvements révolutionnaires du début du siècle. Lorsque, ayant dépassé l'adolescence, il prend une plus lucide conscience des problèmes artistiques, les temps héroïques sont terminés ; les hommes de son âge sont les témoins d'un accomplissement, d'une mise en place de ce qui fut scandaleux. Le fauvisme et le cubisme relèvent déjà du passé, un passé tout proche, riche de leçons extrêmement vivantes, mais qui sont déjà des leçons… Les jeunes sont obligés de se tourner vers autre chose, vers une autre expérience qui n'ignore pas celles qui viennent de se dérouler mais qui ne cherche pas à les imiter. » - Raymond Cogniat[1]
- « Aimable artiste de cette génération qui prétendit, vers les années 1930, à une crise de l'art révolutionnaire et revint à une conception humaniste dépourvue de toute ambition. » - Dictionnaire Bénézit[65]

## Collections publiques

### Algérie
- Musée national Cirta, Constantine, Les étangs de la reine Blanche dans la forêt de Chantilly, huile sur toile 96x117cm, vers 1953[66].
- Musée national Zabana d'Oran, Automne, gouache 52x19cm, vers 1949[67].
- Musée de Skikda, Le temps des nids, huile sur toile 116x73cm, vers 1951[68].

### Finlande
- Musée d'Art Ateneum, Helsinki, La robe de mariée, huile sur toile 81x65cm, vers 1946 (ancienne collection Katarina et Leonard Bäcksbacka, Helsinki)[61].

### France
- Le Beffroi Musée Boucher-de-Perthes - Manessier, Abbeville[32] :
  - La fin du jour sur le jardin, huile sur toile 41x33cm ;
  - dix-huit estampes.
- Musée de Picardie, Amiens[1].
- Musée des Beaux-Arts de Belfort[1].
- Mairie de Cannes, Bourrasque d'automne, huile sur toile 114x162cm, vers 1942 (dépôt du Centre national des arts plastiques)[69].
- Rectorat de l'Académie de Nancy, Histoire naturelle, gouache 37x44cm, vers 1949 (dépôt du Centre national des arts plastiques)[70].
- Musée des Beaux-Arts de Nantes, Moisson, huile sur toile 65x81cm, vers 1958 (dépôt du Centre national des arts plastiques)[71].
- Mobilier national, Paris :
  - La Nature, carton de tapisserie (peinture sur toile) 320x500cm, 1941[27] ;
  - La Terre, tapisserie sur fauteuil, 1954[29] ;
  - L'éveil de la nature, carton de tapisserie 252x300cm, 1955[30] ;
  - L'éveil de la nature, tapisserie de lice (manufacture des Gobelins) 295x247cm, 1957[31] ;
  - Fleurs, modèle pour tissage, peinture sur carton 61x79,5cm, non datée[72].
- Musée Carnavalet, Paris, Kermesse aux étoiles dans le jardin des Tuileries, printemps 1955, les spectateurs, dessin 32x25cm, 1955[35].
- Musée d'art moderne de la ville de Paris :
  - Composition, huile sur toile 114x162cm, années 1940[73] ;
  - Vue sur le Cap Martin, huile sur toile, 1953[34].
- Musée national d'art moderne, Paris[74] :
  - Bouquet, huile sur toile 117x89,7cm, 1935 ;
  - Jardin, huile sur toile 116x88,5cm, 1937.
- Fonds national d'art contemporain, Puteaux :
  - Cour de ferme, huile sur toile 81x100cm, avant 1933[75], toile initialement acquise pour le Musée du Luxembourg, Paris, dont les collections sont aujourd'hui dissoutes[76] ;
  - Paysage, huile sur toile 92x73cm, 1937[77] ;
  - Le verger et La ferme, deux esquisses pour la décoration picturale de l'Institut national agronomique, Paris[78] ;
  - Scènes de fermes et natures mortes, quatre décors pour l'amphithéâtre Tisserand de l'Institut national agronomique, 16, rue Claude-Bernard, Paris[24],[23] :
    - Le verger (autre titre ; La cueillette des pommes), huile sur toile 418x148cm, 1938[79] ;
    - La ferme, huile sur toile 418x148xm, vers 1938[80] ;
    - Nature morte aux fraises, huile sur toile 97x162cm, 1938[81] ;
    - Nature morte aux asperges, huile sur toile 97x162cm, 1938[82] ;

  - Le jardin au lys, huile sur toile 163x115cm, vers 1940[83];
  - Dahlias rouges, huile sur toile 73x60cm, vers 1943[84] ;
  - L'amour, dessin sur panneau 320x500cm, vers 1943 (carton de tapisserie pour la manufacture des Gobelins)[85] ;
  - Rêve d'enfant, huile sur panneau 46x27cm, vers 1952[86] ;
  - Le bouquet blanc, huile sur toile 116x89cm, vers 1959[87] ;
  - Oiseaux chantant dans deux arbres en fleurs, huile sur toile 88,5x116cm[88].
- Musée d'Art moderne et contemporain de Saint-Étienne Métropole, Sans titre et Paysage, deux lithographies, 1954[33].
- Sèvres - Manufacture et Musée nationaux, Sèvres, Vases, deux dessins gouachés 48x31cm se rapportant à la collaboration de Jacques Lestrille, 1950[28].
- Conseil de l'Europe, Strasbourg, Fleurs, huile sur toile 162x130cm, vers 1948 (dépôt du Centre national des arts plastiques)[89].
- Palais de justice de Tarbes, Bouquet de fleurs, huile sur toile 81x65cm, vers 1957 (dépôt du Centre national des arts plastiques)[90].
- Musée d'Art et d'Archéologie de Valence[1].
- Préfecture du Morbihan, Vannes (dépôt du Centre national des arts plastiques) :
  - Coup de vent, huile sur toile, vers 1946[91] ;
  - Cour de ferme, huile sur toile, vers 1946[92].

## Prix et distinctions
- Prix Blumenthal 1938[1].